# 라스트 드래곤
《라스트 드래곤》은 2015년 12월 3일 출시된 전략 RPG다. 58종의 캐릭터와 성장 시스템, 400여종의 스킬, 실사급 그래픽 등 다양한 콘텐츠를 탑재했다.
최대 5명으로 파티를 구성하고 6대 속성 간 상성 관계, 연계스킬 등 다양한 전략적 요소를 활용해 게임을 전개해 나가는 방식을 기본으로 한다.